# Mazepinka

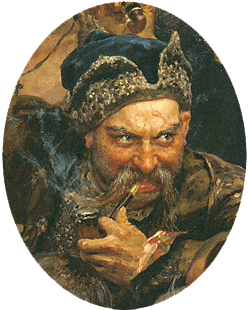
Historyczna mazepinka (z obrazu Riepina Kozacy piszą list do sułtana, 1891)

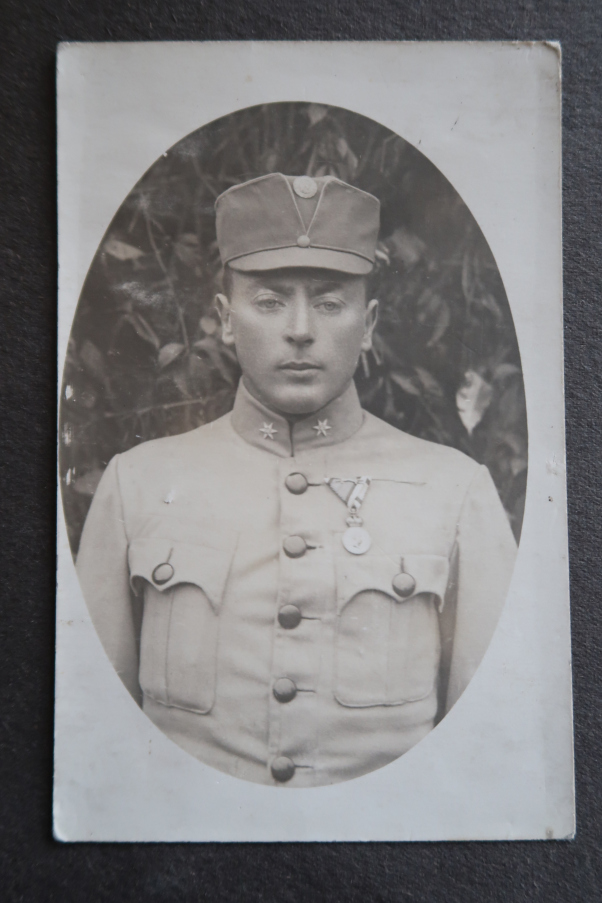
Oficer UHA w mazepince (1918)

Mazepinka (ukr. мазепинка, trns. mazepynka) – tradycyjne ukraińskie wojskowe nakrycie głowy, używane przez żołnierzy Legionu Ukraińskich Strzelców Siczowych i Ukraińskiej Armii Halickiej, później przez bojowników Siczy Karpackiej i partyzantów Ukraińskiej Powstańczej Armii, od 2015 roku element munduru Sił Zbrojnych Ukrainy. 
Charakterystyczną cechą czapki jest wykrój w kształcie klina z przodu. Element ten występował stale od czasu powstania tego kozackiego nakrycia głowy w drugiej połowie XVII wieku, za rządów hetmana Iwana Mazepy (stąd nazwa). Wyraźnie uwidoczniony jest na czapce wodza Iwana Sirko na obrazie Ilji Riepina Kozacy piszą list do sułtana.

## Historia
Wzór mazepinki został opracowany w 1916 roku przez Łewka Łepkiego i zatwierdzony przez Jednoczęściową Komisję Legionu Ukraińskich Strzelców Siczowych (atamana Wasyla Diduszka, sotnika Dmytro Witowskiego i innych). Z przodu nakrycia głowy strzelca siczowego znajdowała się kokarda przedstawiająca dwa lwy na skale oraz napis „USS. 1914”.
Ukraiński działacz polityczny Mychajło Horyń, odsiadując w 1971 roku wyrok za udział w ruchu dysydenckim w Mordwińskiej ASRR, własnoręcznie przerobił czapkę obozową na mazepinkę. Została ona podarta przez strażnika podczas rewizji i w takiej postaci jest przechowywana przez rodzinę.

## Współczesność

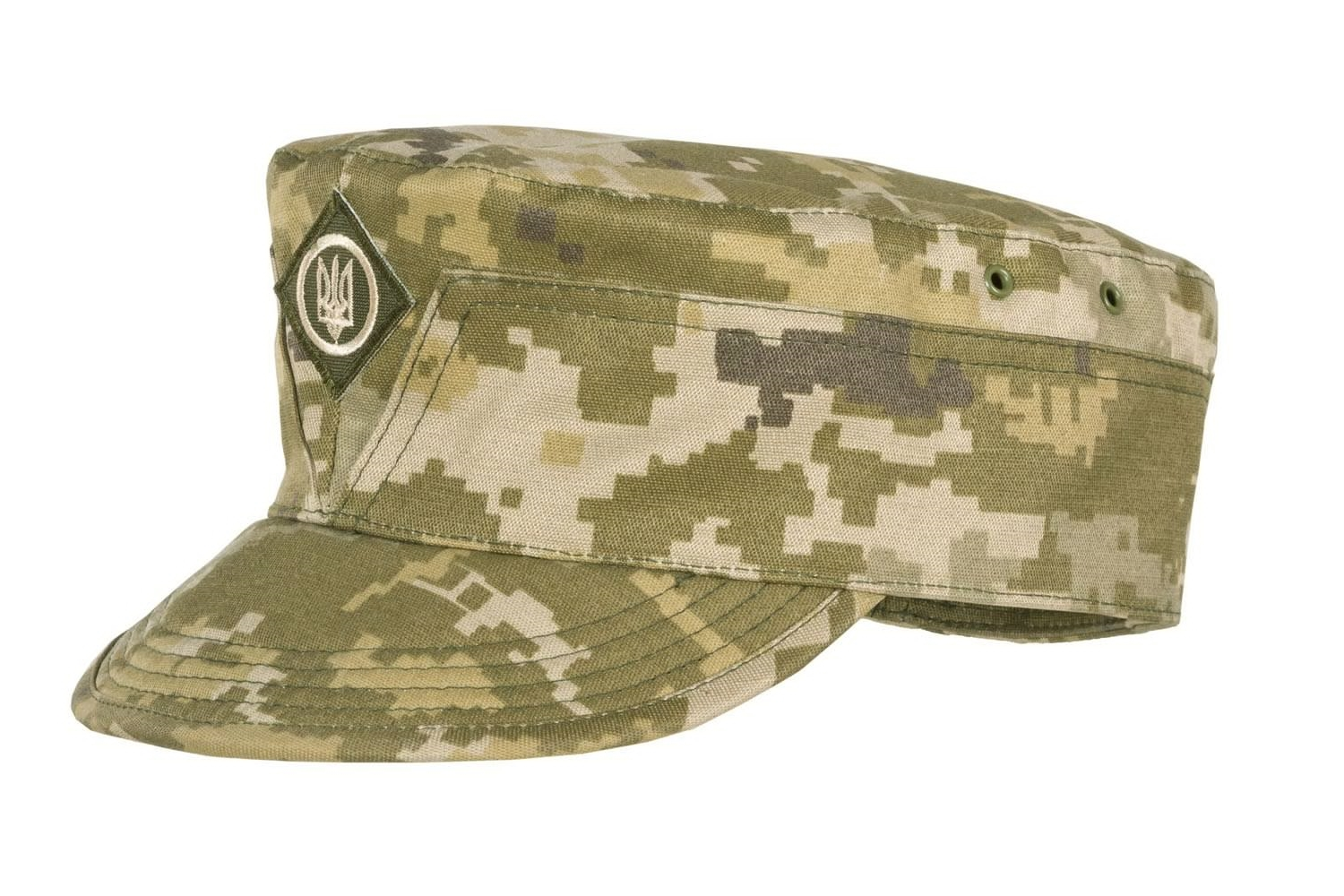
Współczesna mazepinka z wyposażenia Sił Zbrojnych Ukrainy

W pierwszej połowie lat 90. próbowano w armii ukraińskiej przywrócić nakrycia głowy przypominające mazepinkę, ale nigdy nie zostały one zaakceptowane.
Dopiero po rozpoczęciu wojny rosyjsko-ukraińskiej w Donbasie nastąpił zwrot w kierunku narodowych wzorów umundurowania wojskowego, zwłaszcza przywrócenia tradycyjnej czapki. Zespół ochotników stworzył nowy wzór mundurów wojskowych, który obejmował także unowocześnioną mazepinkę.
20 kwietnia 2015 roku Ministerstwo Obrony Ukrainy przyjęło mazepinkę jako regulaminową czapkę polową Sił Zbrojnych Ukrainy, oficjalnie pod nazwą „kepi bojowe”.